# São José da Varginha
São José da Varginha est une municipalité brésilienne de l'État du Minas Gerais et la microrégion de Pará de Minas.